# Škoda RSO

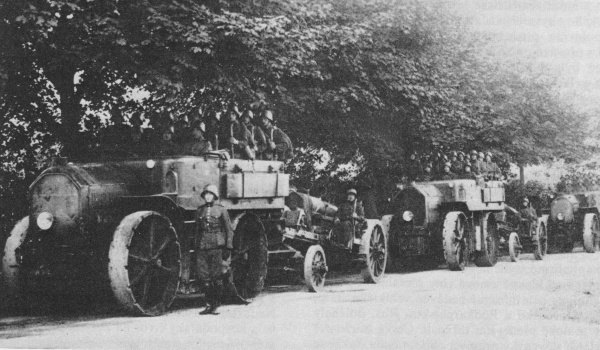
Austro-Daimler artillerietrekker, circa 1920

De Škoda RSO, waarbij RSO staat voor Radschlepper Ost, was een artillerietrekker voor de Duitse Wehrmacht geproduceerd in 1942 en 1943. Het ontwerp was van Ferdinand Porsche, maar de Škoda fabrieken in Tsjecho-Slowakije hebben het voertuig geproduceerd. Het was geen succes en tussen de 100 en 200 voertuigen zijn geproduceerd. Het was speciaal ontwikkeld voor gebruik in Rusland, maar daar is het zeer waarschijnlijk nooit gebruikt. Enkele exemplaren zijn gesignaleerd aan het westfront, bij Normandië en tijdens het Ardennenoffensief.

## Geschiedenis
De inval in Rusland deed het Duitse leger beseffen dat het niet beschikte over voldoende geschikte voertuigen. Het zeer koude klimaat en het gebrek aan goede wegen maakten speciale oplossingen noodzakelijk. Veelvuldig werden half-tracks ingezet, maar deze waren kostbaar en de productietijd was lang. Verder kwamen tekortkomingen aan de voertuigen aan het licht tijdens de Russische campagne.
In april 1942 gaf Hitler opdracht voor de ontwikkeling van een artillerietrekker. Het moest een simpel voertuig worden, met grote stalen wielen, een grote trekkracht en mocht daarom langzaam zijn. Dr. Ferdinand Porsche kreeg de opdracht voor de ontwikkeling. In de Eerste Wereldoorlog had men ervaring opgedaan met de Austro-Daimler artillerietrekker met grote stalen wielen en het ontwerp van Porsche, ook bekend geworden als Type 175, werd hierop gebaseerd. Voor de productie werd de Škoda fabriek in Tsjecho-Slowakije aangewezen. Na de Duitse inval in 1939 werden wel vaker fabrieken gebruikt voor de productie van materieel voor de Wehrmacht. In oktober 1942 was het prototype klaar.

## Beschrijving
Het voertuig kreeg een normale indeling met voorin de motor, een bestuurderscabine met plaats voor drie personen en daarachter de laadbak. De Porsche benzinemotor telde vier cilinders in lijn met een inhoud van 6024 cc. Naast de hoofdmotor was een tweede kleinere motor geïnstalleerd. Deze motor van 565 cc en 12 pk assisteerde bij het starten van de hoofdmotor in koud weer, leverde verder elektriciteit en verwarmde de cabine. De versnellingsbak telde vijf versnellingen voor- en een achteruit. De bestuurderscabine was afgesloten en het laadgedeelte kon met canvas worden afgedekt. De maximale snelheid was 15 km/h en de aanhanglast mocht niet meer dan 5 ton zijn. De brandstoftanks hadden een inhoud van 250 liter en gaven het voertuig een bereik van ongeveer 125 kilometer. Een lier met een trekkracht van 5 ton behoorde tot de standaarduitrusting.
Het meest opvallende waren de wielen, deze waren van staal en hadden een diameter van 1,5 meter. Rubber was schaars en mocht niet worden gebruikt. De velgen waren massief, geperforeerd met grote gaten of van spaken voorzien. Het loopvlak was 30 centimeter breed bij de voorwielen en 40 centimeter bij de achterwielen. In de praktijk vielen de stalen wielen tegen, op bevroren grond kregen ze geen grip en de voertuigen kwamen moeizaam vooruit. De wagen maakte verder veel lawaai en de vering was onvoldoende.
De totale productie lag tussen de 100 en 200 exemplaren.

## Inzet
Hitler was in januari 1942 aanwezig bij een test van het voertuig. Hij was niet onder de indruk en halveerde de opdracht. Het voertuig viel ook in de praktijk tegen en ze zijn nauwelijks aan het Oostfront ingezet. Enkele exemplaren zijn in West-Europa gesignaleerd, onder andere bij Normandië en tijdens het Ardennenoffensief. De productie werd in 1943 gestaakt en Škoda ging ook half-tracks produceren. Verder werden van gewone vrachtwagens de achterwielen vervangen door rupsbanden, de zogenaamde Maultier voertuigen. Dit was een goedkopere en betere oplossing dan de Škoda RSO.